# Wellington
Wellington (maor. Te Whanga-nui-a-Tara) – stolica Nowej Zelandii, trzecie pod względem wielkości i liczby ludności miasto w tym państwie (po Auckland i Christchurch), najgęściej zaludniona stolica w Oceanii i najbardziej wysunięta na południe stolica na świecie. Znajduje się na terenie regionu Wellington, na Wyspie Północnej, w pobliżu geograficznego środka Nowej Zelandii.
Ma rozbudowany system przedmieść, na który składa się ponad 60 dzielnic o ogólnej liczbie 192 800 mieszkańców. W dzielnicy Miramar znajduje się centrum przemysłu filmowego, miejsce produkcji hitu kinowego „Władca Pierścieni”. W Wellingtonie znajduje się Uniwersytet Wiktorii oraz filia Uniwersytetu Masseya.
Obszar miasta obejmuje zarówno tereny nizinne, jak i górzyste pomiędzy dwiema cieśninami – Porirua Basin i Hutt Valley (w pobliżu Wellingtonu znajduje się także Cieśnina Cooka, oddzielająca Wyspę Północną od Południowej). Miasto i przyległe tereny wiejskie są administrowane przez cztery niezależne urzędy administracyjne. Region Wellingtonu jest obszarem daleko rozleglejszym. Rozciąga się od półwyspu Kapiti poprzez Wairarapa aż do podnóża gór Rimutaka. Zamieszkuje go ok. 473 700 mieszkańców.

## Nazwa
Nazwa miasta upamiętnia Arthura Wellesleya, zwycięzcę bitwy pod Waterloo i pochodzi od jego tytułu – pierwszego księcia Wellington. Tytuł dotyczy zaś angielskiego miasta Wellington usytuowanego w brytyjskim hrabstwie Somerset.
W języku maoryskim Wellington nazywany jest trojako. Nazwa Te Whanga-nui-a-Tara odwołuje się do Portu morskiego w Wellington i oznacza dosłownie „Wielki port Tara”. Druga nazwa – Pōneke to skrót od zwrotu Port Nick i oznacza maoryskie miejsce kultu (z ang. marae). Nawiązuje do niej również nazwa maoryskiego obchodu, zwanego Ngāti Pōneke. Ostatnia nazwa to Te Upoko-o-te-Ika-a-Māui, oznaczająca dosłownie „Król ryb Māui” (ang. The Head of the Fish of Māui; maor. Te Upoko-o-te-Ika). Ta ostatnia nazwa jest powszechnie używana w celu określenia południowego wybrzeża Wyspy Północnej (związane jest to z legendą o maoryskim bożku Māui, który podobno zwykł łowić ryby na wybrzeżu wyspy).
Miasto jest również nierzadko nazywane Portową Stolicą (ang. The Harbour Capital), Wellywood i, dziś już rzadziej, Wietrznym Miastem (ang. Windy City).
Określenie Wellywood miasto zaskarbiło sobie po premierze filmu „Władca Pierścieni: Drużyna Pierścienia” w Embassy Theatre oraz po zaprezentowaniu kolejnych dwóch części sagi. Zdjęcia do filmu robione były w pobliżu Wellington. Miasto ponadto zasłynęło z nakręcenia i wyprodukowania filmu King Kong (oba filmy reżyserii nowozelandzkiego reżysera Petera Jacksona). Nazwa Wellywood pochodzi od połączenia nazwa miast: Wellington i Hollywood, miasta uważanego za światową stolicę kina. Wytwórnie filmowe znajdują się na przedmieściach miasta, w dzielnicy zwanej Miramar.

## Historia

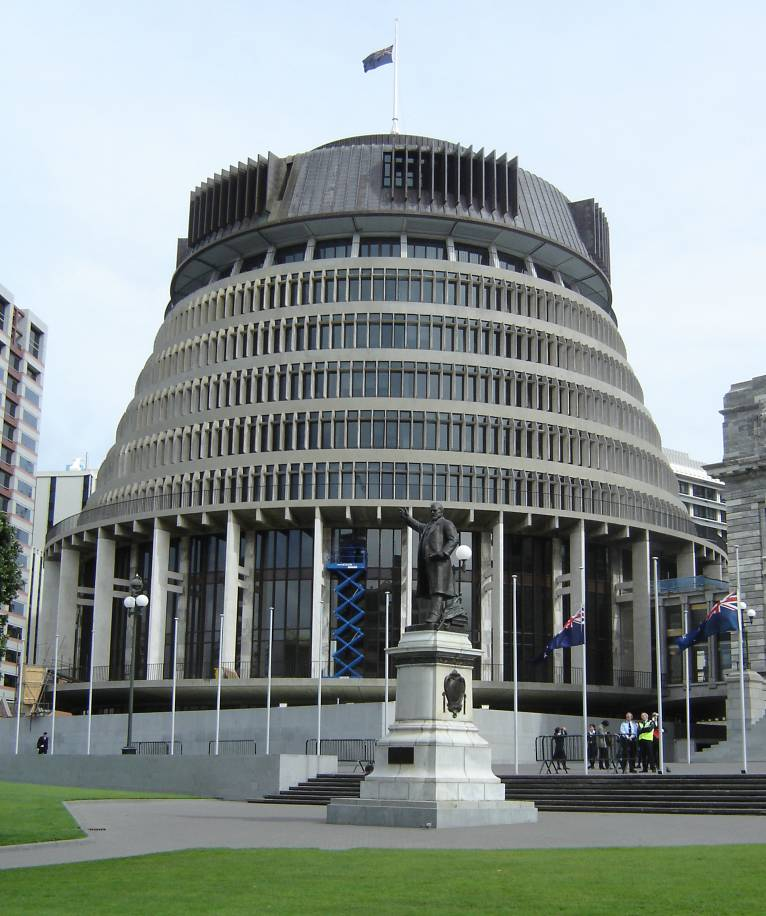
Parlament nowozelandzki, znany jako The Beehive (ul pszczeli)

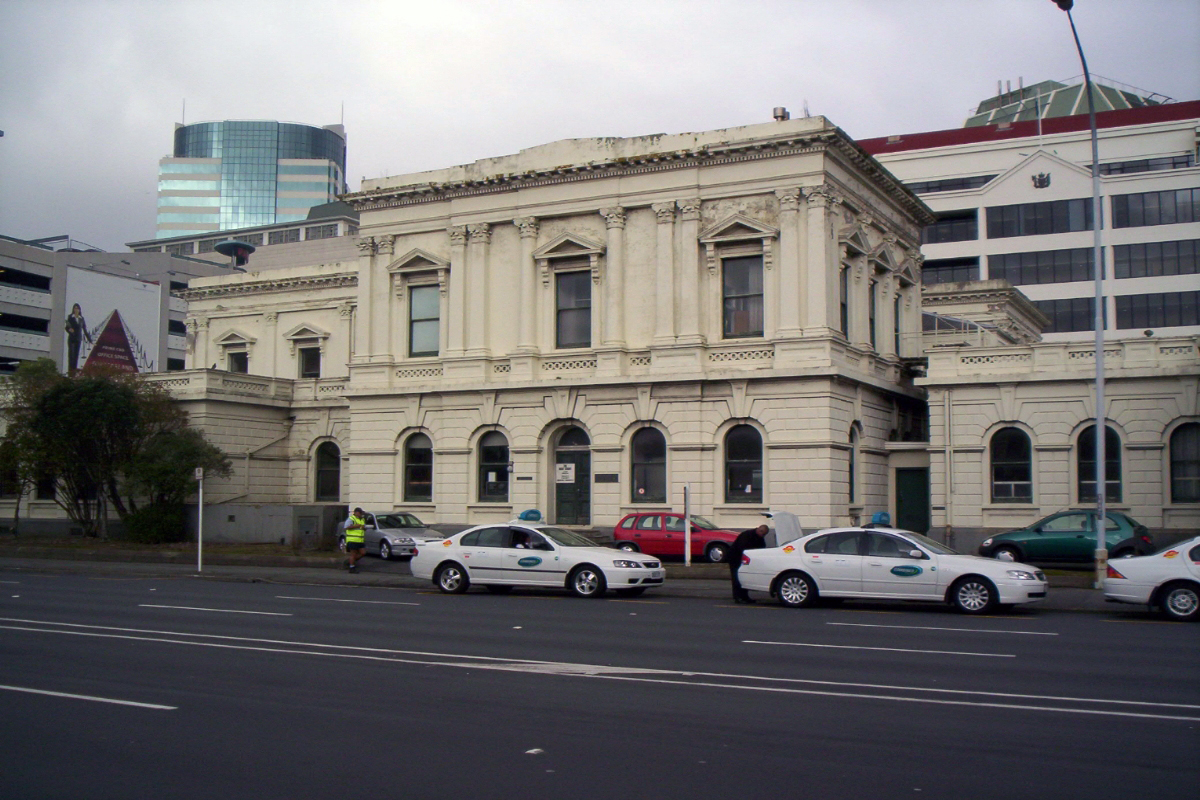
Budynek w którym niegdyś znajdowała się siedziba Sądu Najwyższego Nowej Zelandii

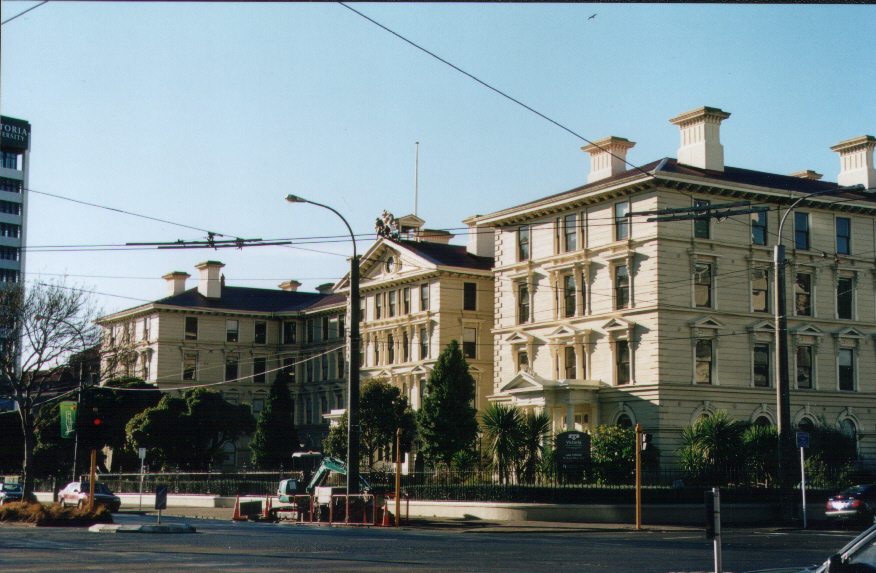
Wydział prawa Uniwersytetu Wiktorii, największy drewniany budynek na półkuli południowej

### Odkrycie regionu Wellingtonu
Za pierwszych mieszkańców obszarów zajmowanych współcześnie przez Wellington uznaje się polinezyjskie plemiona Kupe i Ngahue, które dotarły w pobliże obecnego Wellingtonu pod koniec X wieku. W XI wieku n.e. do obecnych już plemion dołączyły dwa kolejne: Tara i Tautoki. Na terenie obecnych przedmieść miasta pod koniec XII wieku osiedlili się, wywodzący się z plemienia Tara, przedstawiciele ludu Whatonga. Od nazwy plemienia Tara pochodzi jedna z maoryskich nazw Wellingtonu: Te Whanganui-a-Tara.

### Rozwój osadnictwa
Zaawansowane osadnictwo rozpoczęło się od przybycia na wyspę statku Tory wraz z kilkudziesięcioma członkami New Zealand Company (organizacji zajmującej się kolonizacją Nowej Zelandii) 20 września 1839 roku. Następnych 150 osadników przybyło w okolice dzisiejszego Wellington 22 stycznia 1840 roku. Pierwsi osadnicy stworzyli osadę Petone (przez pewien czas zwaną Britannia) w pobliżu rzeki Hutt. Ekspansja osadnictwa była powolna, ograniczały ją górzyste tereny wewnątrz wyspy.

### Stolica Nowej Zelandii
Stolicą Nowej Zelandii Wellington stał się w 1865 roku (wcześniejszą stolicą było Auckland, ustanowione stolicą przez Williama Hobsona w 1841 r.). Pierwsze obrady parlamentu nowozelandzkiego w Wellingtonie miały miejsce 7 lipca 1862 (jeszcze w czasie, gdy stolicą formalnie był Auckland; sam fakt odbywania posiedzeń parlamentu w danym mieście nie dawał mu prymatu w państwie i tytułu stolicy). W listopadzie 1863 premier Alfred Domett wygłosił mowę przed parlamentem, w której wyraził wolę przeniesienia stolicy z Auckland do Wellingtonu:

Potrzebnym stało się przeniesienie miejsca obrad parlamentu w bardziej dogodne miejsce w Cieśninie Cooka (do Wellington) (ang.: „...it has become necessary that the seat of government ... should be transferred to some suitable locality in Cook Strait”)

W tym samym czasie istniało zagrożenie odłączenia się Południowej Wyspy od kolonii, gdyż odkryto tam znaczne złoża złota. Kilkunastu delegatów z Australii stwierdziło, że zmiana stolicy na Wellington jest korzystna dla kraju ze względu na przynoszący wielkie zyski port morski, a także ze względu na centralne położenie miasta. Pierwsze obrady parlamentu w Wellington jako stolicy Nowej Zelandii odbyły się 26 lipca 1865 roku. W mieście mieszkało wtedy 4900 ludzi. Wellington uzyskał prawa miejskie w 1886 r. Na zjeździe w Wellington w 1893 r. zdecydowano o nadaniu kobietom praw wyborczych, co uczyniło Nową Zelandię pierwszym krajem na świecie, który dopuścił do głosowania kobiety.

### XX wiek
Miasto nie ucierpiało poważnie w żadnej z wojen światowych. W II wojnie światowej Nowa Zelandia walczyła po stronie państw alianckich (z ramienia Wielkiej Brytanii). W Wellingtonie nie zanotowano dużych strat z powodu niewygodnego dla państw osi położenia (najbliższym przeciwnikiem Nowej Zelandii była Japonia). Dwudziesty wiek zaowocował wprowadzeniem dwóch zasadniczych reform prawnych: reforma społeczna (lata 30.), zwiększająca zasiłki dla bezrobotnych, oraz reforma ekonomiczna restrukturyzująca całą nowozelandzką gospodarkę (przełom lat 80. i 90.). Obie reformy były wzorowane na reformach przeprowadzanych w tym samym okresie w Wielkiej Brytanii.

### Znaczenie
Wellington jest centrum politycznym Nowej Zelandii, znajduje się tam miejscowy parlament oraz siedziby ministerstw i zarządów departamentów.
Miasto jest centrum nowozelandzkiego przemysłu filmowego. W Wellingtonie znajdują się siedziby:
- Muzeum Narodowe Nowej Zelandii Te Papa Tongarewa[9]
- New Zealand Symphony Orchestra[10] (Nowozelandzka Orkiestra Symfoniczna)
- Royal New Zealand Ballet[11] (Nowozelandzka Sekcja Baletowa)
- Museum of Wellington City & Sea[12] (Muzeum Miasta Wellington i morza)

Wellington plasuje się na dwunastym miejscu wśród miast świata pod względem jakości życia ludzkiego (według badania przeprowadzonego w 2007 przez firmę Mercer). Wśród miast anglojęzycznych zajmuje czwartą pozycję.
Ponadto w Wellingtonie znajduje się siedziba Sądu Najwyższego (ang. Supreme Court of New Zealand). Pierwotna siedziba Sądu Najwyższego została odnowiona i dzisiaj jest ponownie używana.
Government House, siedziba gubernatora z ramienia Wielkiej Brytanii, znajduje się w jednej z dzielnic Wellington, Newton, naprzeciwko Basin Reserve, narodowego stadionu do gry w rugby.

### Herb Wellington
Parlament nowozelandzki zatwierdził Herb Wellington w 1878, jednak nigdy nie zrobiono tego oficjalnie. Herb przedstawia lwa, strusia i rybę walczących o tarczę. Złoty krzyż i pięć srebrnych kropek pochodzi z herbu rodu Wellesley (ku pamięci Arthura Wellesleya). Od czasu, gdy Wellington jest stolicą Nowej Zelandii, herb zawiera również symbole narodowe: statek, sukmanę oraz róg. Zwierzęta widoczne w herbie to brytyjski lew i wymarły ptak moa. Na znak, że Wellington jest najważniejszym miastem Nowej Zelandii, na herbie widnieje delfin (symbol morza) i korona (symbol przodownictwa na lądzie).

## Położenie, geografia

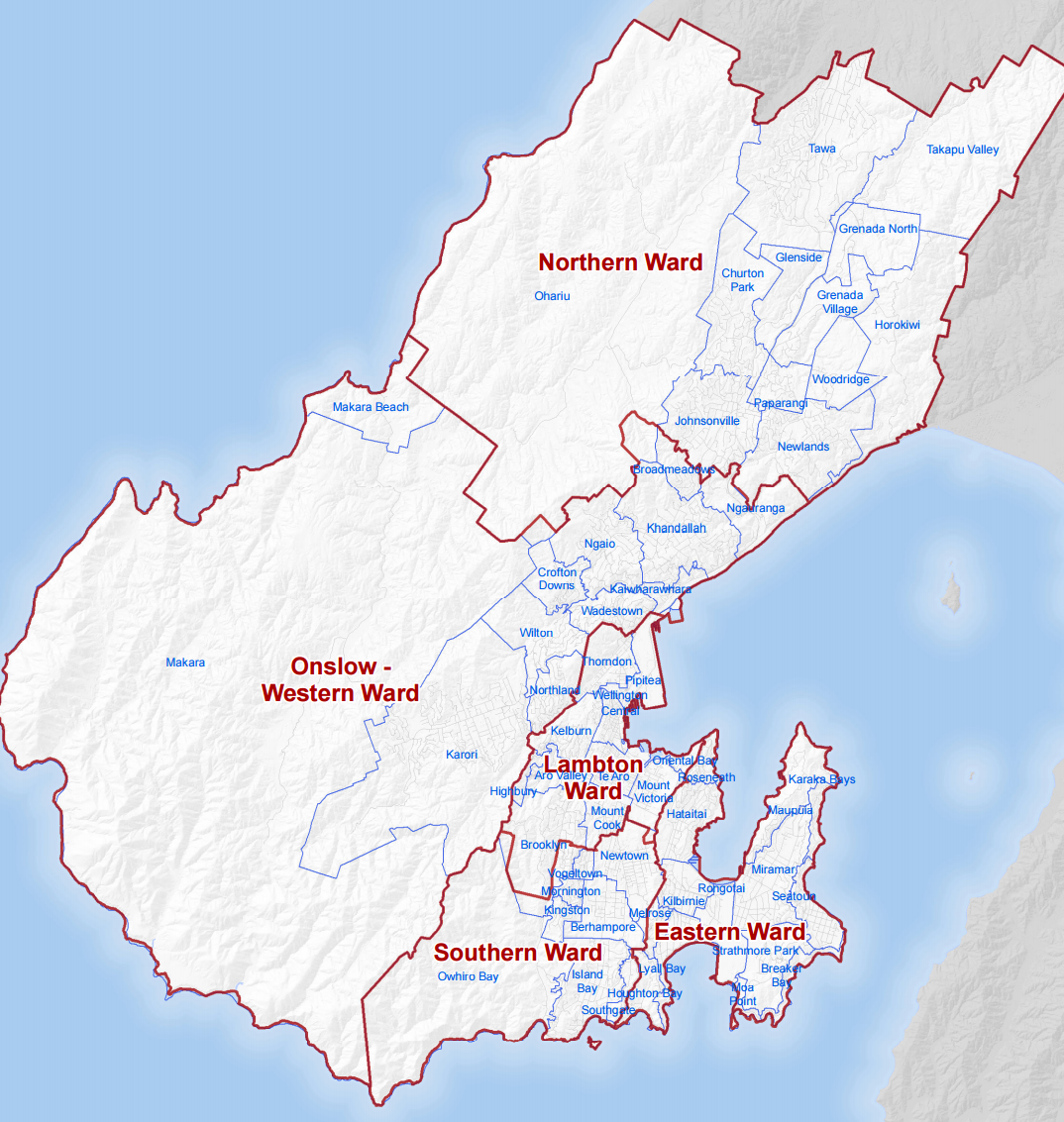
Przedmieścia Wellington

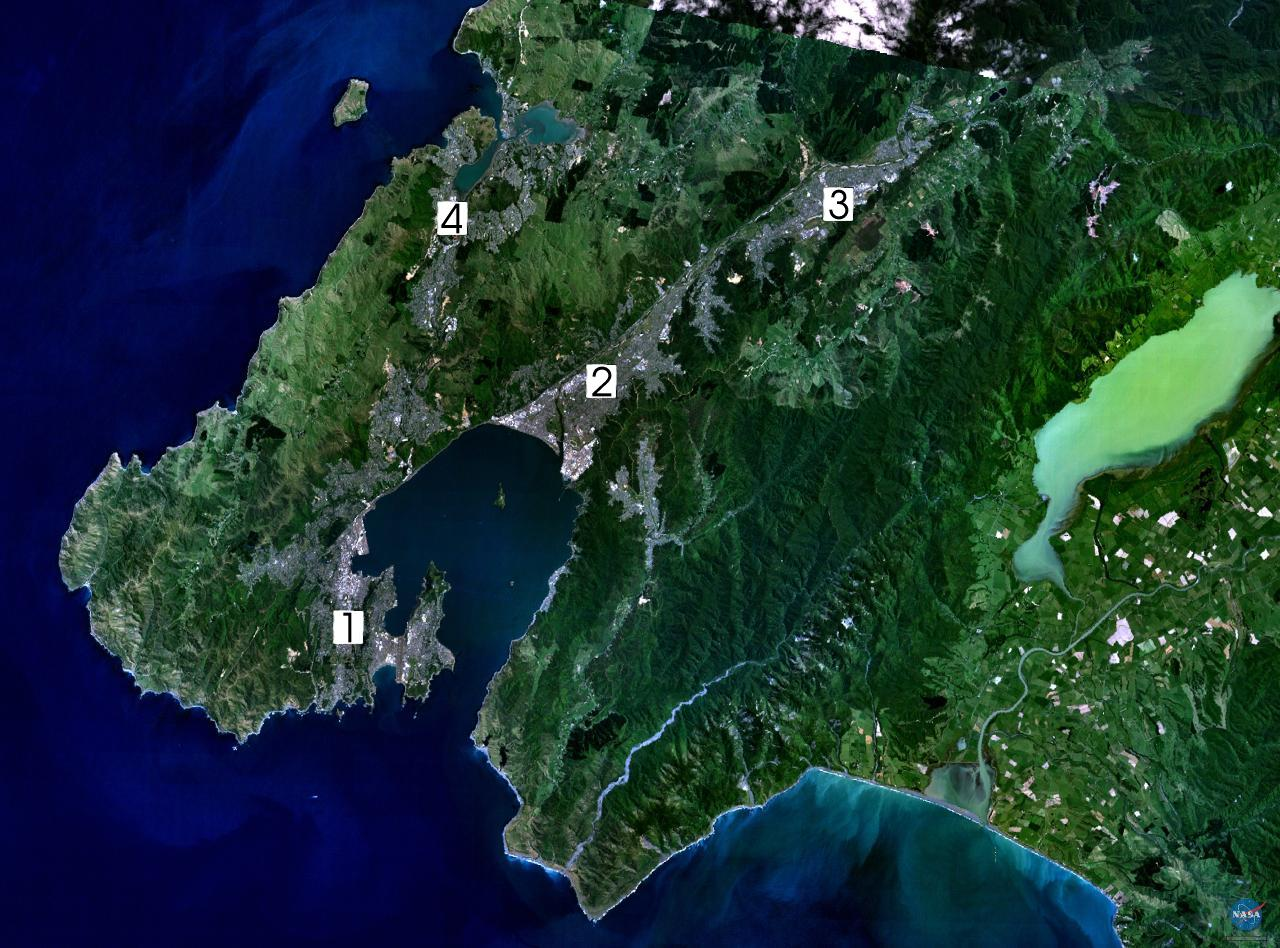
Zdjęcie satelitarne okolic Wellingtonu: (1) Wellington; (2) Lower Hutt; (3) Upper Hutt; (4) Porirua

Wellington położony jest na najbardziej wysuniętym na południe wybrzeżu Wyspy Północnej w Cieśninie Cooka, która oddziela wyspy: Północną i Południową Nowej Zelandii. W bezchmurne dni widoczny jest łańcuch górski Kaikoura z Wyspy Południowej. Na północy miasta znajduje się piaszczysta plaża. Na wschodzie rozciągają się pasma gór Rimutaka, które oddzielają Wellington od pasma rozległych równin Wairarapa.
Wellington, leżąc na szerokości geograficznej 41°S, jest najbardziej na południe wysuniętą stolicą świata. Region Wellington jest najbardziej zaludnionym regionem w Nowej Zelandii, pomimo niewielkiej przestrzeni przeznaczonej pod budowę miejsc zamieszkania (usytuowanej pomiędzy portem a terenami górzystymi). W rejonie miasta Wellington niewiele jest przestrzeni do zagospodarowania, co spowodowało powstanie w przeszłości grupy niewielkich miasteczek w sąsiedztwie. Ponieważ miasto położone jest pomiędzy 40°S a 50°S (tzw. ryczące czterdziestki) – jest narażone na ciągłe i uciążliwe wiatry. Z tego też powodu znane jest wśród mieszkańców jako „Wietrzny Wellington” (ang. „Windy Wellington”).
Miejscem pracy dla wielu mieszkańców Wellingtonu jest dzielnica biznesowa (ang. „central business district (CBD)”), gdzie zatrudnionych jest około 62000 mieszkańców miasta. Życie nocne i kulturalne miasta skupia się wokół Courtenay Place, głównej ulicy Wellington, ulokowanej w południowej części dzielnicy biznesowej. Znanym w Nowej Zelandii miejscem rozrywek jest dzielnica Te Aro na przedmieściach.
Charakterystycznymi elementami krajobrazu Wellingtonu jest malowniczo położony port morski oraz dzielnica z ekskluzywnymi willami (w której mieszka m.in. Peter Jackson). Dzielnica biznesowa znajduje się blisko Portu Lambdon, części Portu morskiego Wellington. Port Wellington rozciąga się wzdłuż długiego uskoku geologicznego, co można łatwo rozpoznać po prosto zarysowanym zachodnim wybrzeżu. Zachodnia część miasta jest położona kilkadziesiąt metrów wyżej nad poziomem morza niż centrum.
W centrum miasta znajduje się m.in. park oraz sieć zadrzewionych dróżek spacerowych patrolowanych przez Wellington City Council. Parki, rezerwaty przyrody i lasy w regionie Wellington zajmują obszar 500 kilometrów kwadratowych.
Na wschodzie miasta położone jest nadmorskie przedmieście – Miramar Peninsula. Morskie wejście do miasta położone jest na wschód od tej dzielnicy i osłonięte płytkimi skałami (miejsce zwane Barrett Reef).
W zachodniej części miasta znajduje się Uniwersytet Wiktorii i Ogród Botaniczny Wellington. Do obu obiektów można dojechać za pomocą kolejki elektrycznej (ang. Wellington Cable Car).
Obszar portu Wellington dzieli się na trzy wyspy: Matiu/Somes, Makaro/Ward i Mokopuna. Jedynie Matiu/Somes ze względu na swe dostatecznie duże rozmiary nadaje się do zamieszkania. Wyspę wykorzystywano jako teren obozu dla internowanych w czasie I i II wojny światowej. Obecnie jest to miejsce, gdzie oferowane jest schronienie dla zagrożonych gatunków zwierząt, podobnie jak wyspa Kapiti. Teren ten jest administrowany przez rząd Nowej Zelandii.

## Trzęsienia ziemi
Okolice miasta wyróżniają się wyjątkowo dużą aktywnością sejsmiczną, zważywszy nawet nowozelandzkie standardy w tym zakresie. Główny uskok geologiczny biegnie niemal przez samo centrum miasta, a poza tym Wellington przecięte jest przez kilkaset zidentyfikowanych dotychczas innych uskoków. Mieszkańcy zwłaszcza wysokich budynków odczuwają zwykle każdego roku kilka niewielkich trzęsień ziemi.
Miasto zostało poważnie zniszczone przez potężne trzęsienie ziemi w 1848 roku i następnie w 1855. Szczególnie ważne następstwa miało trzęsienie z 1855 roku, kiedy to trzęsienia wystąpiły na uskoku geologicznym od północy po południe miasta. Było to najsilniejsze trzęsienie ziemi odnotowane w nowozelandzkiej historii (8,2 stopnia w skali Richtera). Teren dotknięty trzęsieniem został gruntownie odbudowany i przeznaczony pod urządzenie centrum biznesowego miasta, gdzie obecnie znajdują się siedziby największych firm na świecie.
Obecnie poważne trzęsienia ziemi odnotowywane są sporadycznie. Ostatnie trzęsienie ziemi miało miejsce 30 grudnia 2004 (miało związek z trzęsieniem ziemi i tsunami, które kilka dni wcześniej nawiedziło wyspy na Oceanie Indyjskim). W usuwaniu skutków trzęsienia (niewielkie zniszczenia) uczestniczyło kilkanaście zastępów lokalnej straży pożarnej. Miasto przekazało pieniądze na renowację kilku budynków mieszkalnych położonych blisko portu, zniszczonych przez wstrząsy.

## Klimat
Wellington leży na podobnej szerokości geograficznej na półkuli południowej, co Rzym i Salt Lake City na półkuli północnej. Klimat w Wellington jest jednak łagodniejszy (chłodniejsze lata, cieplejsze zimy) ze względu na wpływ Oceanu Spokojnego. Klimat lokalny charakteryzuje się małymi amplitudami temperatur dziennych i rocznych oraz porywistymi wiatrami. Częste wiatry wiejące z południa na północ spowodowały nadanie miastu przydomku „wietrznego Wellington” (ang. Windy Wellington). W latach 1938 i 1968 przez miasto przeszły dwa cyklony, podczas których prędkość wiatru sięgała 267 km/h.
Średnia temperatura dzienna w Wellington to ok. 12,8 °C. W ciągu roku w Wellington jest 169 dni (ponad 2000 godzin) słonecznych. Jest to wynik zbliżony do Auckland i Christchurch.
| Miesiąc                                        | Sty  | Lut  | Mar  | Kwi  | Maj  | Cze | Lip  | Sie | Wrz  | Paź | Lis  | Gru  | Rocznie        |
| ---------------------------------------------- | ---- | ---- | ---- | ---- | ---- | --- | ---- | --- | ---- | --- | ---- | ---- | -------------- |
| Najwyższa średnia temperatura w °C             | 20,3 | 20,6 | 19   | 16,7 | 14,2 | 12  | 11,4 | 12  | 13,5 | 15  | 16,6 | 18,5 | 15,8           |
| Najniższa średnia temperatura w °C             | 13,4 | 13,6 | 12,6 | 10,9 | 8,8  | 6,9 | 6,3  | 6,5 | 7,7  | 9   | 10,3 | 12,2 | 9,9            |
| Opady w mm                                     | 71   | 61   | 92   | 100  | 117  | 147 | 136  | 123 | 100  | 115 | 99   | 86   | 1249           |
| Średnia liczba godzin słonecznych w ciągu dnia | 7,9  | 7,3  | 6,2  | 5,2  | 4,1  | 3,3 | 3,8  | 4,4 | 5,2  | 6,2 | 7,0  | 7,3  | 5,66 (średnio) |

## Władze lokalne

### Wellington City Council
Rada Miasta Wellington (ang. Wellington City Council) składa się z burmistrza i czternastu radnych wybieranych w wyborach powszechnych. Rada sprawuje władzę ustawodawczą, wprowadza w życie stosowne reformy i kreuje ogólną wizję miasta. Samorząd wraz z burmistrzem wybierają naczelnego komisarza (ang. Chief Executive Officer (CEO)), który odpowiedzialny jest za koordynację działań rady i kontrolę administracji. Komisarz ma prawa przyznane mu przez parlament (prawa nadawane są każdorazowo na początku kadencji komisarza) oraz nadane mu przez burmistrza Wellington. Odpowiedzialny jest on także za udzielanie rad burmistrzowi i Radzie w sprawach politycznych i gospodarczych oraz wprowadzanie w życie i kontrola uchwał Rady.

### Burmistrz Wellingtonu
Burmistrz jest najwyższym organem ustawodawczym w mieście oraz przewodniczącym Wellington City Council. Burmistrz Wellingtonu w rzeczywistości zaporządza jedynie tym miastem – inne metropolie w regionie Wellington, jak Lower Hutt, Upper Hutt i Porirua, mają swoich własnych burmistrzów. Od czasu unowocześnienia przepisów prawnych funkcję burmistrza sprawowały 34 osoby. Obecnym burmistrzem jest Kerry Prendergast, druga kobieta na tym stanowisku w historii.

## Demografia
Sytuację demograficzną z reguły oblicza się w sposób zbiorczy dla czterech miast: Wellington, Lower Hutt, Upper Hutt i Porirua. Według danych z roku 2008 wszystkie cztery miasta mają populację równą 385 600, zaś aglomeracja miasta Wellington skupia 99% tej ludności. Pozostałe tereny są to przeważnie obszary górzyste, położone poza obszarem zurbanizowanym, często przekształcone na farmy. Jako że statystyki dla miasta Wellington są trudno dostępne, przedstawione tutaj są dane dla wszystkich czterech miast z aglomeracji Wellington.
| Obszar/wiek             | Poniżej 20 | 20–39 | 40–59 | 60–79 | powyżej 80 |
| ----------------------- | ---------- | ----- | ----- | ----- | ---------- |
| Wellington              | 25%        | 37%   | 26%   | 10%   | 2%         |
| Lower Hutt              | 30%        | 27%   | 27%   | 12%   | 3%         |
| Upper Hutt              | 30%        | 25%   | 28%   | 14%   | 3%         |
| Porirua                 | 34%        | 27%   | 26%   | 10%   | 1%         |
| Wszystkie cztery miasta | 28%        | 32%   | 27%   | 11%   | 2%         |
| Nowa Zelandia           | 29%        | 27%   | 27%   | 14%   | 3%         |

Trzyprocentowy udział ludzi w wieku powyżej osiemdziesiątego roku życia jest spowodowany zaludnieniem wyspy Kapiti, która jest w 7% zamieszkana przez osoby w tym wieku. Struktura wiekowa dla aglomeracji Wellington najlepiej obrazuje strukturę wiekową w całym kraju.
Według statystyk z 2006 roku, aglomerację Wellington zamieszkuje 87 000 kobiet, co stanowi 48,4% populacji (dla porównania w całej Nowej Zelandii kobiety stanowią 48,8% ogółu) i 92 500 mężczyzn.

### Struktura etniczna
Od końca XIX wieku do końca XX wieku większość mieszkańców Wellington była pochodzenia brytyjskiego. Dopiero w 2006 roku struktura etniczna osiągnęła miano zróżnicowanej. Zauważa się napływ do stolicy Maorysów oraz mieszkańców wysp otaczających Nową Zelandię. Pod koniec XX wieku nastąpił duży napływ ludności pochodzenia azjatyckiego, przede wszystkim Chińczyków i Hindusów, ale także napływ imigrantów z Korei Południowej, Kambodży i Wietnamu. W połowie lat 90. do Wellington wyemigrowało kilkanaście tysięcy mieszkańców Somalii.
| Pochodzenie                            | Wellington (w %) | Nowa Zelandia (w %) |
| -------------------------------------- | ---------------- | ------------------- |
| europejskie                            | 70,1             | 67,6                |
| maoryskie                              | 7,7              | 14,6                |
| wyspy Pacyfiku                         | 5,2              | 6,9                 |
| azjatyckie                             | 13,2             | 9,2                 |
| Bliski Wschód, latynoskie, afrykańskie | 2,1              | 0,9                 |
| inne                                   | 10,6             | 11,2                |

### Struktura językowa
Większość mieszkańców deklaruje znajomość języka angielskiego w stopniu zaawansowanym. Jedynie część obywateli (głównie pochodzenia maoryskiego) posługuje się językiem maoryskim. Nieliczni mieszkańcy przybyli z otaczających Nową Zelandię wysp pacyficznych posługują się językami lokalnymi (wśród tych języków przoduje samoański).
| Obszar/Język | Wellington (w %) | Nowa Zelandia (w %) |
| ------------ | ---------------- | ------------------- |
| angielski    | 92,2             | 91,2                |
| maoryski     | 2,2              | 3,9                 |
| samoański    | 2,2              | 2,1                 |
| Inne         | 3,6              | 2,8                 |

### Struktura zarobków
Średnia zarobków mieszkańców Wellington jest najwyższa w Nowej Zelandii. Miasto ma również największą w państwie liczbę ludzi o wyższym wykształceniu.
| Obszar/wysokość zarobków (w $ rocznie) | 100 001 lub więcej | 70 001–100 000 | 50 001–70 000 | 40 001–50 000 | 30 001–40 000 | 20 001–30 000 | 10 001–20 000 | 1–10 000 |
| -------------------------------------- | ------------------ | -------------- | ------------- | ------------- | ------------- | ------------- | ------------- | -------- |
| Wellington (w %)                       | 4                  | 5              | 7             | 8             | 14            | 17            | 22            | 23       |
| Nowa Zelandia                          | 3                  | 4              | 6             | 7             | 13            | 18            | 25            | 24       |

Poziom bezrobocia wynosi w Wellington 7.1%, zaś w całej Nowej Zelandii 7,5%.

## Religia
Wellington jest miastem, w którym znajduje się wiele kościołów wszelakich wyznań: od protestantyzmu przez baptyzm po buddyzm i hinduizm. Z powodu mieszanki etnicznej ludności mieszkającej w stolicy Nowej Zelandii jest to miejsce, gdzie spotyka się wiele wyznań. Według badań przeprowadzonych w 2007 roku wynika, że najpopularniejszą religią w Wellington jest chrześcijaństwo (z przewagą anglikanizmu, co wynika z faktu obecności w Wellington dużej liczby ludności pochodzenia brytyjskiego). Na drugim miejscu plasują się bezwyznaniowcy.
| Wyznanie           | Wellington (w %) | Nowa Zelandia (w %) |
| ------------------ | ---------------- | ------------------- |
| Chrześcijaństwo    | 46               | 50,3                |
| Bezwyznaniowcy     | 37,3             | 32,2                |
| Hinduizm           | 2,7              | 1,6                 |
| Buddyzm            | 2,2              | 1,3                 |
| Islam              | 1,2              | 0,9                 |
| Wyznania maoryskie | 0,5              | 1,6                 |
| Judaizm            | 0,4              | 0,2                 |
| Inne               | 11,8             | 14,4                |

## Architektura

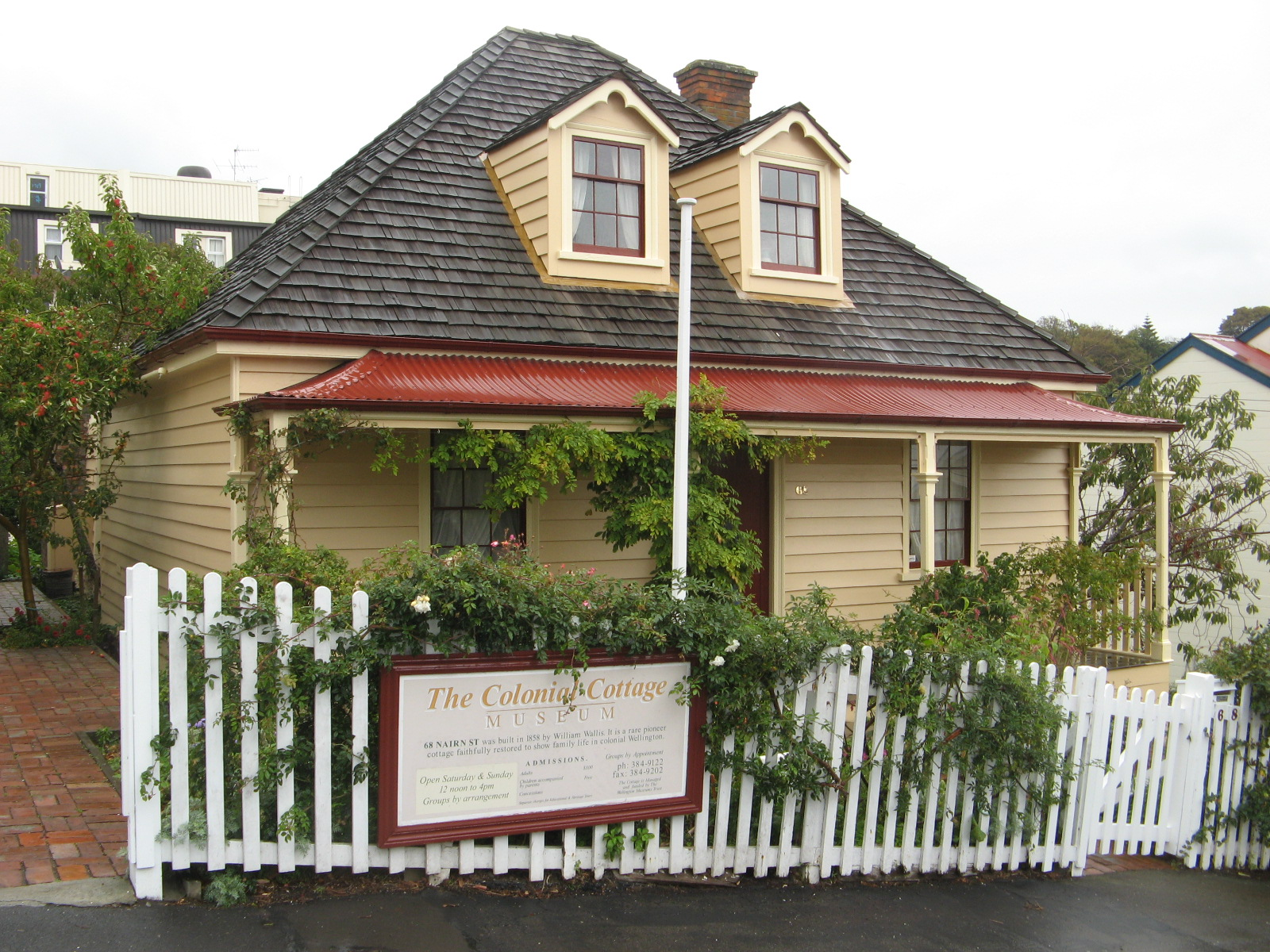
The Colonial Cottage Museum

Budowle Wellington są mieszanką wielu stylów w architekturze XIX i XX wieku, np. drewniane fundamenty (zastosowane np. w domu rodzinnym Katherine Mansfield), nurty stylu art déco (Wellington Free Ambulance) oraz elementy postmodernizmu w dzielnicy biznesowej (CBD). Najstarszy dom w Wellington to The Colonial Cottage Museum (usytuowany na Nairn Street). Najwyższy budynek to Majestic Centre (znajduje się przy ulicy Willis Street), wznoszący się na wysokość 116 metrów. Drugi pod względem wysokości budynek w mieście to zbudowany w stylu modernistycznym BNZ Tower. Futuna Chapel został zbudowany jako pierwszy budynek w mieście łączący style architektoniczne różnych kultur świata i jest postrzegany jako jeden z najoryginalniejszych tworów naszego globu.

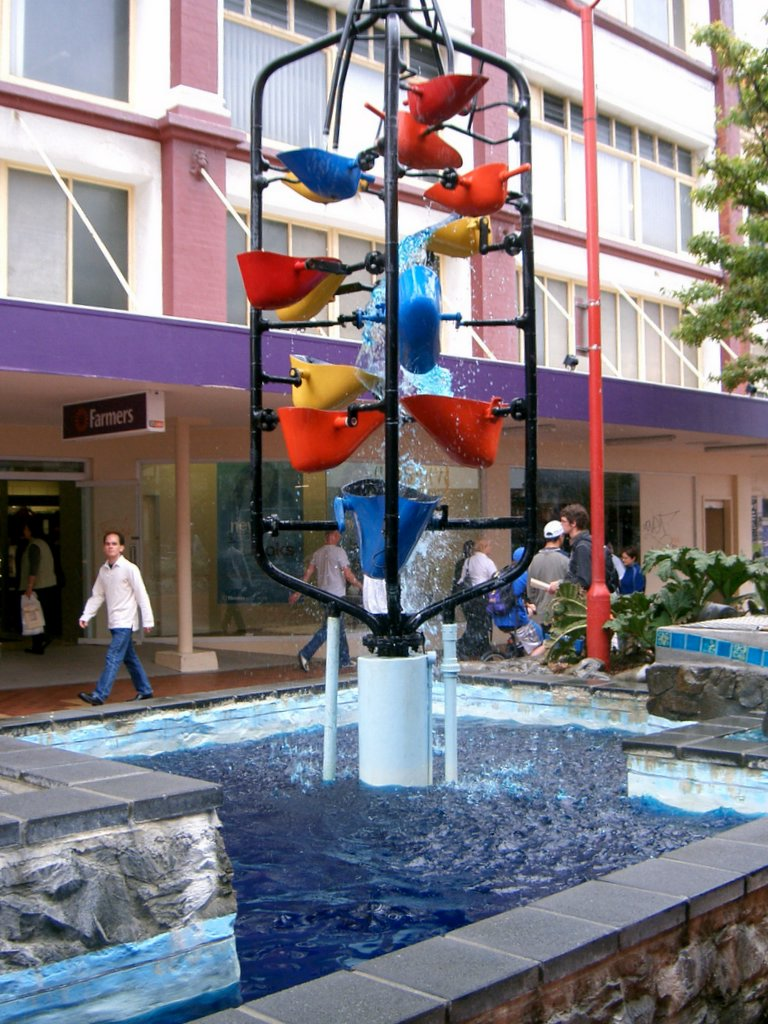
The Bucket Fountain („Fontanna Wiader”)

Katedra św. Pawła w Wellington jest przykładem dziewiętnastowiecznej neogotyckiej budowli dostosowanej do warunków lokalnych, co widać przede wszystkim w wyborze ozdób i ornamentów. Podobnie neogotyckim kościołem jest Kościół św. Marii z Aniołami (ang. „St Mary of the Angels”). Museum of Wellington City & Sea (Muzeum Miasta Wellington i Morza) i Wellington Harbour Board Wharf Office Building (zarząd portu) są zbudowane w późnym stylu klasycystycznym. St. James Theatre (Teatr św. Jana), Opera House (największa opera w Wellington) i Embassy Theatre (teatr), zbudowane w stylu klasycystycznym, zostały odrestaurowane.
W pobliżu Civic Square, głównego placu Wellington, znajduje się Wellington Town Hall, hala koncertowa.
Biblioteka Narodowa Nowej Zelandii oraz budynek zwany w języku maoryskim Te Puni Kokili (oba usytuowane na głównej ulicy miasta – Lambton Quay) zdają się być unikalne, jeśli chodzi o estetykę i zastosowany styl architektoniczny. „Skrzydlata” część budynków parlamentu nowozelandzkiego została zbudowana w połowie lat 60. XX wieku i znana jest jako The Beehive. W pobliżu budynków Parlamentu znajduje się wydział prawa Uniwersytetu Wiktorii, który jest największym drewnianym budynkiem na półkuli południowej. Duża liczba budynków innowacyjnych zredukowała liczbę obiektów historycznych do minimum.
Wiele budynków położonych w centrum metropolii ma fundamenty drewniane. Odrestaurowany w 1996 roku Parlament Nowozelandzki jest największym biurowym budynkiem zbudowanym z drewna na półkuli południowej.

### Zabytki
- Basin Reserve[40].

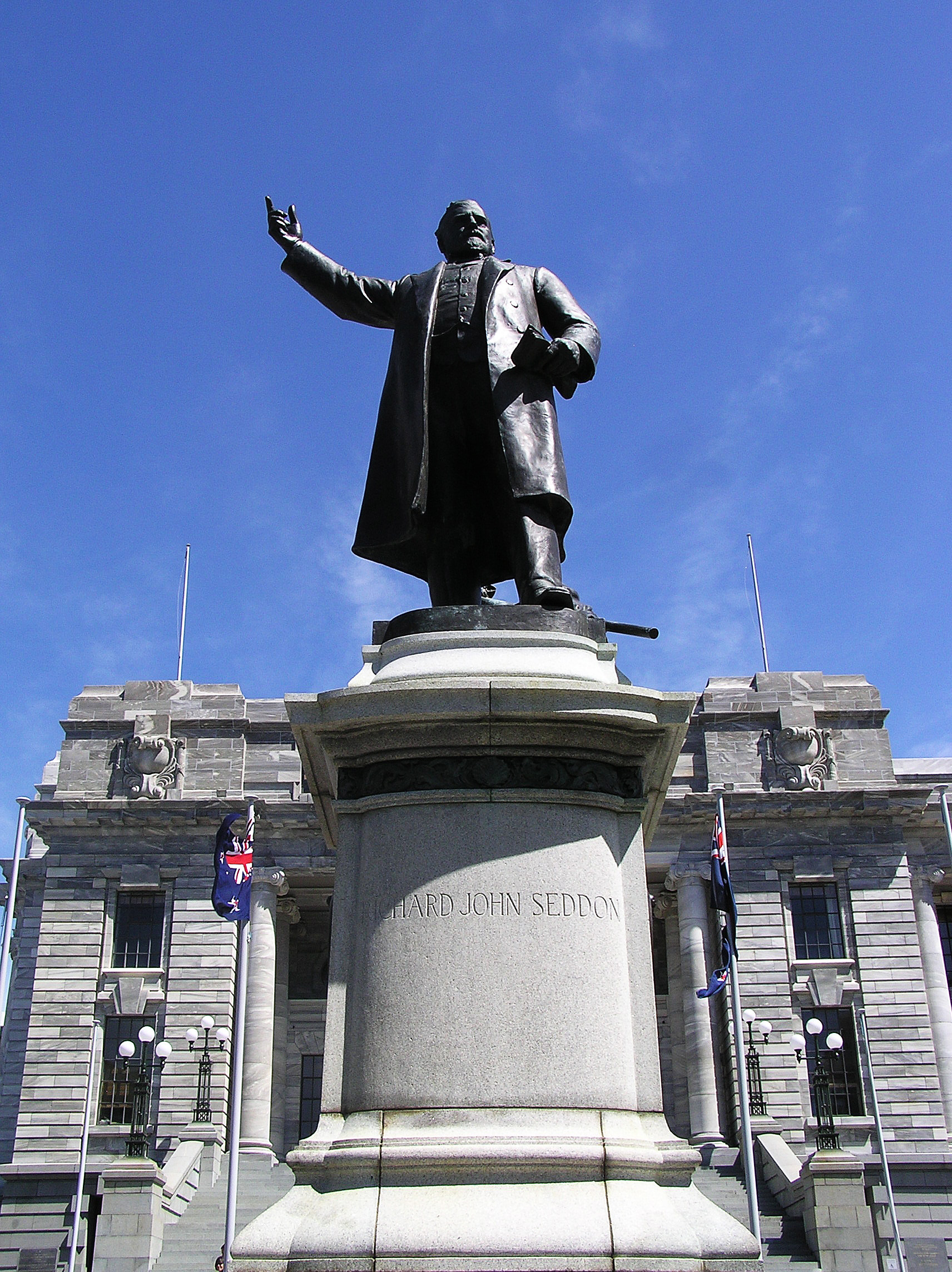
Pomnik Richarda Johna Seddona (1845-1906)

- Grób nieznanego żołnierza (ang. Tomb of the Unknown Warrior)[41] – grób nieznanego nowozelandzkiego żołnierza poległego na froncie podczas II wojny światowej. Grób zaprojektował Kingsley Baird. Zbudowany jest z brązu i kamienia.
- National War Memorial[42] – budynek wspominający żołnierzy poległych w trakcie dwóch wojen światowych oraz w trakcie wojny w Wietnamie[42]. Budowla składa się z dwóch części: The War Memorial Carillon[42] (zbudowany w stylu art déco, ukończony w 1932 roku[42]) i Hall of Memories[42] (ukończony w 1964 roku).
- Grób i pomnik Richarda Seddona[43].
- Domy mieszkalne z XIX wieku, najczęściej przekształcone w muzea (np. The Colonial Cottage Museum).

## Gospodarka

### Historia
Gospodarka na dużą skalę zaczęła rozwijać się w drugiej połowie XX wieku, wraz z wycofaniem z użytku tramwajów. Od końca lat 60. XX wieku gospodarka (dotąd dobrze rozwinięta i niemal w pełni zależna od gospodarki brytyjskiej) zaczęła przynosić coraz mniejsze zyski i stawała się coraz mniej wydajna. Wygrana Partii Pracy w wyborach w 1984 r. spowodowała gwałtowne zahamowanie w rozwoju gospodarki. Dopiero w drugiej poł. lat 80. XX wieku rząd Nowej Zelandii podjął próbę odbudowania gospodarki i przywrócenia hegemonii Wellington w Nowej Zelandii. Rząd zrestrukturyzował gospodarkę, zlikwidował cła między Nową Zelandią a Australią oraz pomiędzy wyspami. Wiele prywatnych przedsiębiorstw przeniosło się w tym czasie do Auckland, gdyż nie mogli liczyć na pomoc ze strony rządu. Z tego powodu to Auckland jest obecnie faktyczną finansową i gospodarczą stolicą kraju.
Na początku lat 90. zlikwidowano cła importowe dotyczące samochodów, przez co firmy samochodowe w Lower Hutt i Porirua najpóźniej w poł. lat 90. zakończyły swoją działalność. W 1993 r. rząd Nowej Zelandii zapewnił niezatrudnionym mieszkańcom Wellington wysokie zasiłki, przez co odsetek bezrobotnych gwałtownie wzrósł – do kilkunastu procent w poł. lat 90. Dopiero pod koniec lat 90. XX wieku gospodarka Wellington ustabilizowała się, wybudowano wiele nowych fabryk, w tym przedsiębiorstw motoryzacyjnych. Wraz z rozwijaniem się w Wellington przemysłu filmowego, wybudowaniem wielu innowacyjnych i funkcjonalnych budynków przemysłowych i biurowców, rozwojem biotechnologii, gospodarka Wellington pokonała kłopoty lat 70. i 80. XX wieku i wkroczyła w wiek XXI z największą wydajnością od 1976 r.

### Wiek XXI
Współczesna gospodarka regionu Wellington oparta jest na sektorze usług. W 2006 r. administracja rządowa zatrudniała 24 950 pracowników na pełny etat, co stanowiło 12% wszystkich zdolnych do pracy ludzi w regionie (w 2001 roku liczba ta wynosiła 21 300).
Zapotrzebowanie na energię stolicy Nowej Zelandii stopniowo wzrasta, więc władze były zmuszone zastosować alternatywny dla elektrowni cieplnych sposób pozyskiwania energii. Jednym z rozwiązań są elektrownie wiatrowe, które zostały skupione w projekcie „West Wind” („zachodni wiatr”). Miasto ma 66 turbin wytwarzających energię – łącznie 140MW (megawatów). Turbiny są ulokowane kilka kilometrów na zachód od centrum biznesowego miasta, na wzgórzu nazywanym Meridian’s Quartz Hill.
W 2006 roku rząd ogłosił plan kolejnej restrukturyzacji gospodarki regionu Wellington, co ma prowadzić do ustanowienia jej najwydajniejszą w Nowej Zelandii. Według planów, gospodarka ma skupiać się wokół sektora transportowego.

## Transport

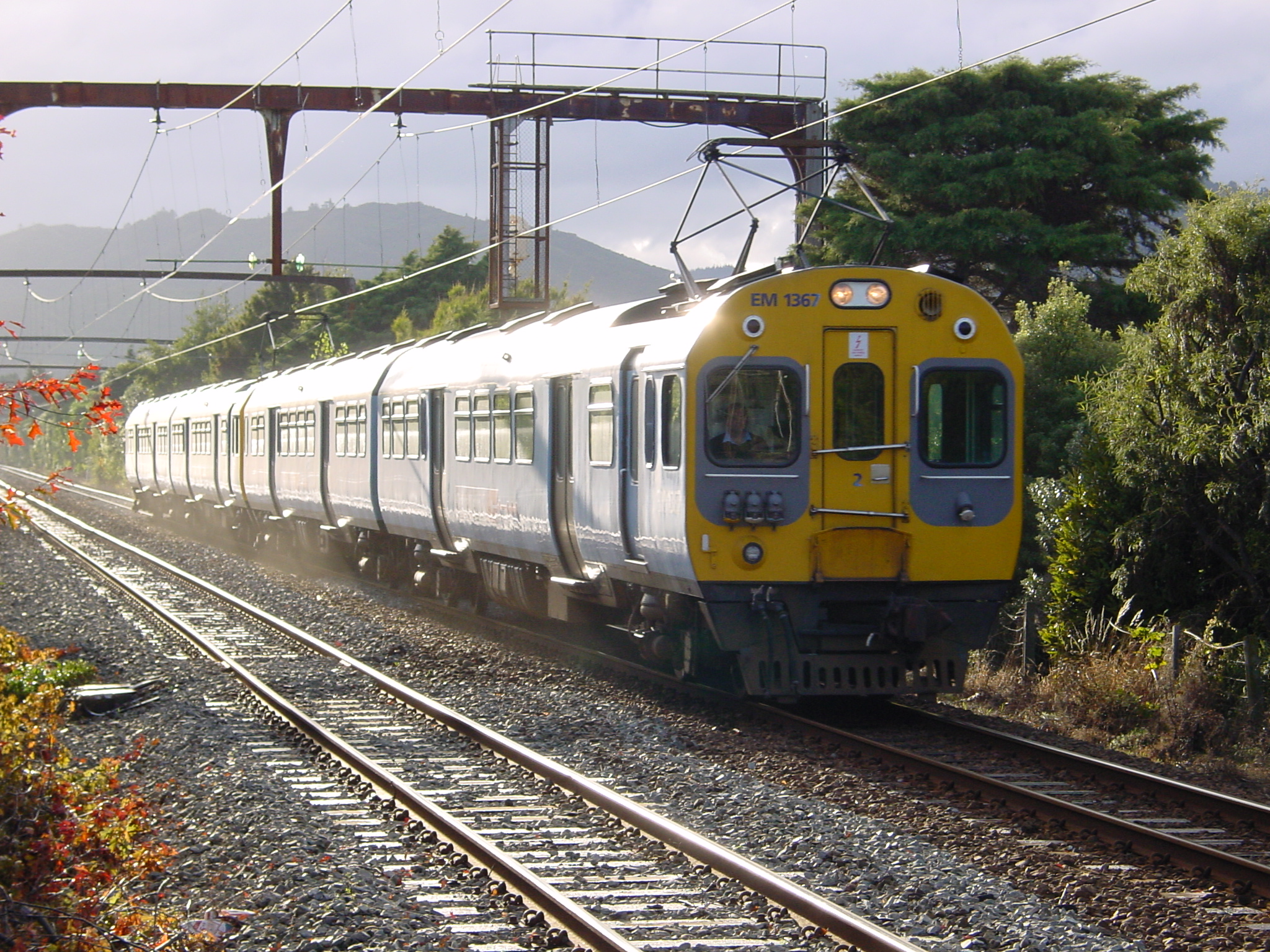
Elektryczny pociąg na trasie Hutt Valley Line

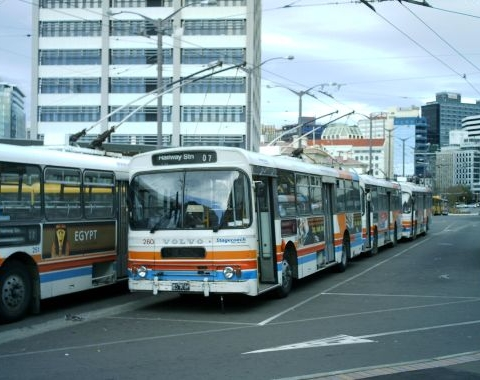
Trolejbus w Wellington

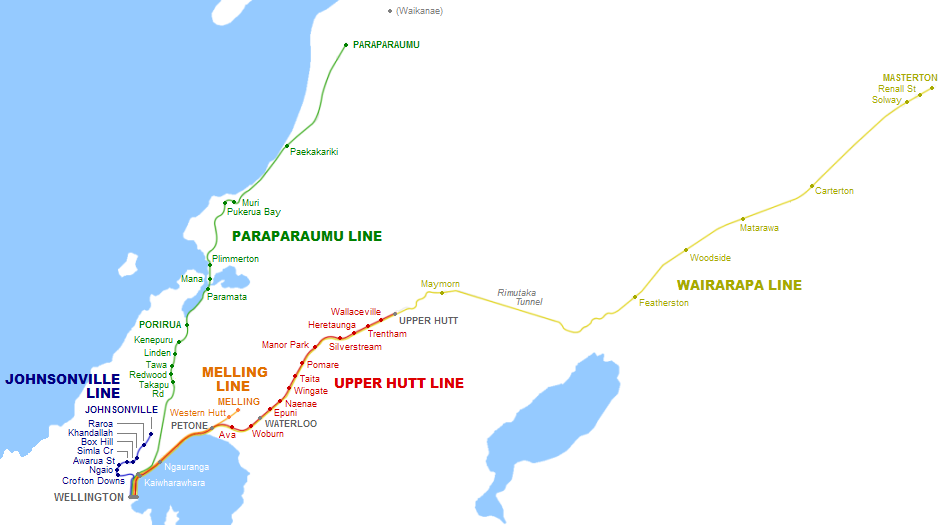
Mapa linii kolejowych w Wellington

Miasto otaczają dwie drogi krajowe: State Highway 1 na zachodzie i State Highway 2 na wschodzie. Krzyżują się one w węźle drogowym Ngauranga Interchange na północ od centrum miasta, gdzie State Highway 1 prowadzi w kierunku centrum i dalej do lotniska. Natężenie ruchu w Wellington jest mniejsze niż w kilku innych dużych miastach Nowej Zelandii (np. Auckland). Między Wellington i półwyspem Kapiti State Highway 1 biegnie, wzdłuż Centennial Highway, odcinek drogi, który, podobnie jak bardzo wąski i stromy odcinek między Wellington i Wairarapa State Highway 2 prowadzący przez góry Rimutaka, słynie z dużej liczby wypadków. W pobliżu biegną dwie autostrady: Johnsonville-Porirua Motorway i Wellington Urban Motorway, która łączy Porirua z Wellington (z wyjątkiem kilkukilometrowego odcinka, który jest drogą szybkiego ruchu).
Transport autobusowy jest obsługiwany przez kilkunastu operatorów, zaś cały system kontrolowany przez korporację Metlink Wellington. Autobusy obejmują swym zasięgiem wszystkie dzielnice; linie mają wspólny przystanek na stacji kolejowej Wellington (ang. Wellington Railway Station), położony w północnej części centrum miasta. Ponadto, jest to jedyne miejsce w kraju, gdzie kursują trolejbusy.
Miasto położone jest na południowym krańcu linii kolejowej North Island Main Trunk Railway łączącej Wellington z Auckland i linii Wairarapa Line, łączącej Wellington z Wairarapa. Obie linie zbiegają się na stacji kolejowej Wellington. Ze Stacji odchodzą dwie dalekobieżne linie kolejowe: Capital Connection (łącząca Wellington z Palmerston North) i The Overlander (łącząca Wellington z Auckland).
Cztery podmiejskie kolejowe linie elektryczne rozchodzą się promieniście od stacji kolejowej Wellington w kierunku peryferii miasta:
- Johnsonville Line(inne języki)[50] – biegnie na północ do północnych przedmieść, ma swój koniec w Johnsonville
- Paraparaumu Line(inne języki)[50] – biegnie wzdłuż North Island Main Trunk Railway w kierunku Porirua i kończy swój bieg w Paraparaumu na Półwyspie Kapiti
- Melling Line(inne języki)[50] – kończy swój bieg w Lower Hutt
- Hutt Valley Line[50] – biegnie wraz z linią Wairarapa Line, kończy swój bieg w Upper Hutt

Wairarapa Connection (linia kolejowa użytkowana jedynie przez pociągi napędzane ropą naftową) łączy Wellington z Masterton. Droga prowadzi przez najdłuższy w Nowej Zelandii, 8,8-kilometrowy Rimutaka Tunnel.
Miasto jest końcowym przystankiem promu łączącego Wyspę Południową z Północną (promy kursują z portu morskiego w Wellington do miasta Picton). Linia jest obsługiwana przez dwie firmy: Interislander (państwowa) i Bluebridge (prywatna). Prywatne promy łączą Wellington z Eastbourne i Petone.
Port lotniczy Wellington to główne lotnisko, położone 6 kilometrów na północny wschód od miasta. Lotnisko obsługuje loty krajowe oraz połączenia z Australią i wyspami pacyficznymi. Większość połączeń międzynarodowych (np. z miastami Europy) jest realizowana z lotniska w Auckland z powodu krótkiego (1936 metrów) pasa startowego.

## Edukacja
Znajdują się tu dwa duże uniwersytety (Uniwersytet Masseya i Uniwersytet Wiktorii), trzy instytuty, w tym Instytut Techniczny (ang. Wellington Institute of Technology), szkoły językowe uczące angielskiego młodzież z całego świata oraz kilkanaście szkół średnich i kilkadziesiąt podstawowych.
| Obszar/wykształcenie | brak wykształcenia | wykształcenie podstawowe i średnie | wykształcenie wyższe |
| -------------------- | ------------------ | ---------------------------------- | -------------------- |
| Wellington           | 22%                | 38%                                | 40%                  |
| Nowa Zelandia        | 30%                | 41%                                | 29%                  |

### Uniwersytet Wiktorii w Wellingtonie

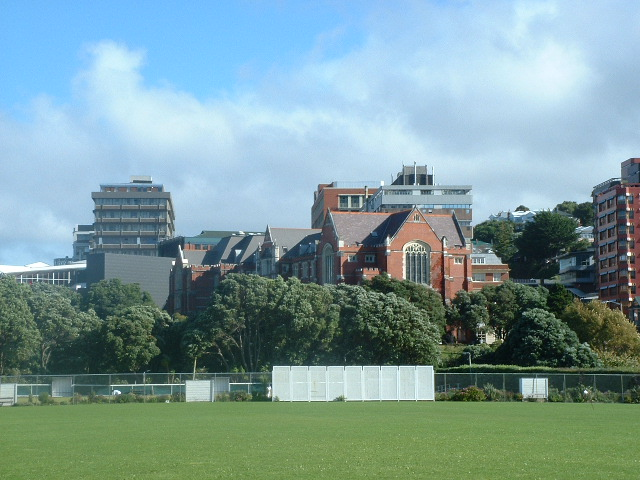
Uniwersytet Wiktorii

Uniwersytet Wiktorii jest największym uniwersytetem w Wellingtonie, w języku maoryskim zwany Te Whare Wānanga o te Ūpoko o te Ika a Māui. Uniwersytet powstał w 1897 na mocy zarządzenia parlamentu, wydanego na cześć 60. rocznicy koronacji królowej Wiktorii na tronie brytyjskim. Uniwersytet miał być następcą Uniwersytetu Nowej Zelandii (ang. University of New Zealand). Na uczelni studiuje 21889 studentów, w tym 2966 międzynarodowych. Zatrudnionych jest 1985 osób kadry. Według badań rządowych z 2003 roku szkoła plasuje się na trzecim miejscu pod względem jakości nauczania w Nowej Zelandii.

### Uniwersytet Masseya
Uniwersytet Masseya jest największą uczelnią w Nowej Zelandii pod względem liczby filii oraz edukowanych uczniów (40 000). Ma filie w Palmerston North, Auckland. Jest jedynym uniwersytetem w kraju przeprowadzającym egzaminy z lotnictwa, mediacji, medycyny weterynaryjnej. Pierwszy nowozelandzki satelita zwany KiwiSAT został wybudowany przy jego wsparciu.

### Instytut Techniczny w Wellingtonie
Instytut Techniczny w Wellingtonie został wybudowany w 1904. Powstał w wyniku połączenia Central Institute of Technology i Hutt Valley Polytechnic. Edukuje średnio ok. 12 000 studentów rocznie. Oferuje ponad 140 rodzajów kursów, w tym sztuki wizualne, inżynierię, medycynę, ekonomię. Jego budynek znajduje się w dzielnicy Petone. Ma filie w Auckland i Christchurch.

## Kultura i sztuka

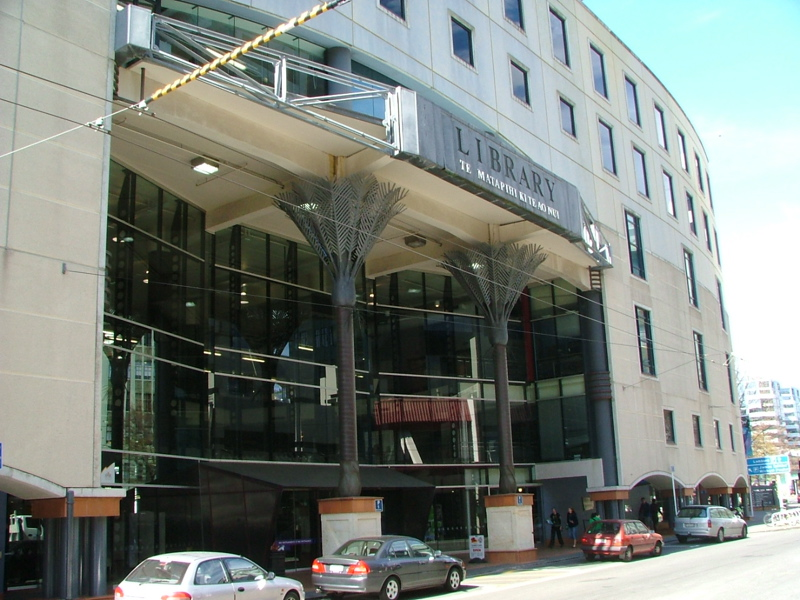
Wellington Central Library

Jest centrum kulturalnym i rozrywkowym Nowej Zelandii, siedzibą wielu muzeów, teatrów i kin. Ponadto ma sieć restauracji, kafejek i barów (większą niż w Nowym Jorku). W Wellington korzenie ma wiele znanych na całym świecie grup muzycznych. Odbywa się tutaj wiele festiwali i obchodów świątecznych – zarówno ogólnokrajowych, jak i międzynarodowych.
W mieście znajduje się także najstarszy nowozelandzki ogród zoologiczny, Wellington Zoo.

### Film
Wellington jest centrum krajowego przemysłu filmowego. Za sprawą takich twórców jak Peter Jackson (sławny dzięki trylogii pt. „Władca Pierścieni”) i Richard Taylor stolica Nowej Zelandii stała się jednym z największych ośrodków filmowych na świecie (konkretnie przedmieścia Miramar, gdzie znajdują się wytwórnie filmowe). Poza wymienionymi, znani reżyserzy produkujący w Wellington to: Jane Campion, Vincent Ward, Robert Sarkies, Taika Waititi, Costa Botes, Jennifer Bush-Daumec.

### Święta kulturowe, festiwale
Miasto jest organizatorem wielu imprez kulturalnych. Wellington gości m.in. New Zealand International Arts Festival (Nowozelandzki Międzynarodowy festiwal Sztuki), International Jazz Festival (Międzynarodowy Festiwal Muzyki Jazzowej), New Zealand International Comedy Festival (Nowozelandzki Festiwal Filmów Komediowych), The Wellington Folk Festival (Festiwal Muzyki Folk).

### Zespoły muzyczne
Z Wellingtonu pochodzą takie zespoły muzyczne jak:
- The Warratahs[61]
- The Phoenix Foundation[62]
- Shihad[63]
- Fly My Pretties[64]
- Fat Freddy’s Drop[65]
- The Black Seeds[66]
- Fur Patrol[67]
- Flight of the Conchords[68]
- Connan and the Mockasins[69]

Ponadto powstają miejskie projekty przy współpracy Nowozelandzkiej Szkoły Muzycznej i Uniwersytetu Wiktorii. Nowozelandzka Orkiestra Symfoniczna mająca swoją siedzibę w Wellington koncertuje na całym świecie, często w towarzystwie Królewskiej Sekcji Baletowej, która tworzy swoje indywidualne projekty sceniczne i prezentuje je na obszarze zarówno Nowej Zelandii, jak i całego świata.

### Sztuka, instytucje kulturalne
W Wellingtonie znajduje się siedziba Nowozelandzkiej Orkiestry Symfonicznej, Galeria Sztuki (City Gallery), Nowozelandzka Sekcja Baletowa, St. James Theatre. W Wellington działa stowarzyszenie zrzeszające pisarzy tzw. „nowej generacji”, którego założycielem i przewodniczącym jest poeta Bill Manhire. Grupa rozpoczęła projekt „Kreatywne pisanie” na terenie Nowej Zelandii.

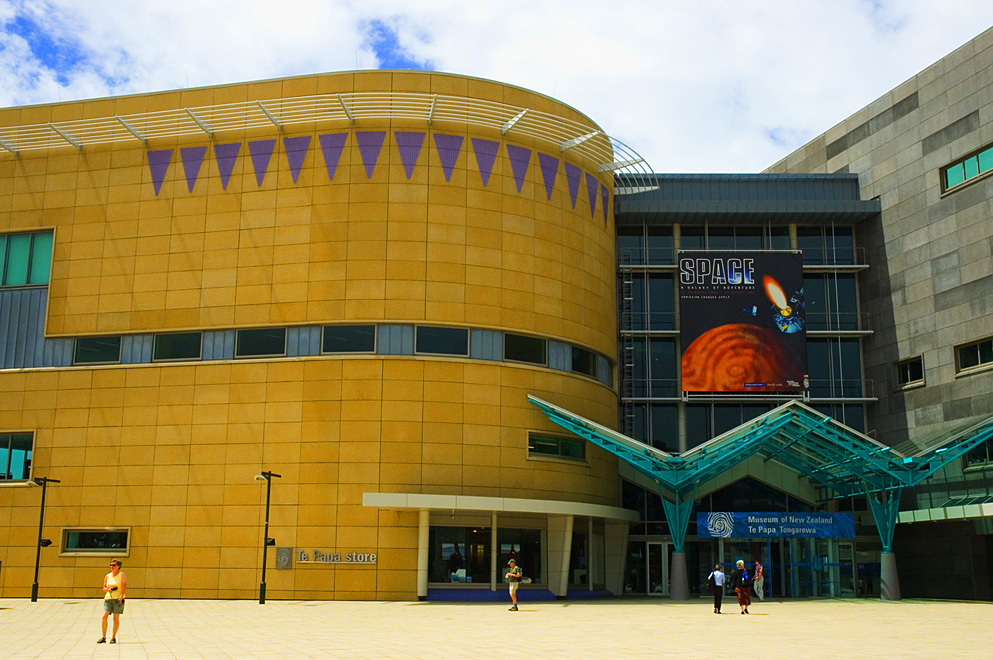
Muzeum Narodowe Nowej Zelandii Te Papa Tongarewa

W latach 1936–1992 w Wellingtonie znajdowała się Galeria Narodowa Nowej Zelandii. W 1992 roku przekształcono ją na Muzeum Narodowe Nowej Zelandii Te Papa Tongarewa.
W Wellingtonie znajdują się:
- Muzeum Narodowe Nowej Zelandii Te Papa Tongarewa
- Museum of Wellington City & Sea (Muzeum miasta Wellington i morza)
- dom rodzinny Katherine Mansfield
- The Colonial Cottage Museum, najstarszy budynek w Wellingtonie[72]
- Basin Reserve (narodowy stadion do gry w rugby i znajdujące się przy stadionie muzeum)
- Muzeum Kolejki Elektrycznej (ang. Museum of Wellington Cable Car)
- katedra św. Pawła
- Wydział prawa Uniwersytetu Wiktorii, będący największym drewnianym budynkiem na półkuli południowej[73]
- Wellington City Art Gallery.

## Media
W mieście siedziby ma kilkanaście redakcji gazet, kilka stacji radiowych (w tym stacja obsługiwana przez Uniwersytet Wiktorii – Active 89FM), kilka dużych stacji telewizyjnych, m.in. Triangle Television, Prime TV, TV3 i TV4 (siedziba w dzielnicy Te Aro), nadająca w języku maoryskim Te Upoko O Te Ika, mająca siedzibę na wyspie Kapiti Mvv tv. Wśród gazet wydawanych w Wellington znajdują się:
- Aardvark Daily – najstarsza nowozelandzka gazeta internetowa, powstała w 1994 roku[80]
- The Deer Farmer – biznesowa gazeta opisująca również zagadnienia związane z rolnictwem[81]
- The Dominion Post – informacyjna gazeta, w której codziennie zamieszczane są bieżące informacje. Firma będąca właścicielem gazety jest notowana na nowozelandzkiej giełdzie[82]
- New Zealander[82]
- The Newsroom – gazeta publikująca artykuły z zakresu historii. W gazecie zamieszczane są również informacje bieżące. Gazeta nierzadko opisuje tematy związane z Maorysami i językiem maoryskim[83]
- Nursing Review – gazeta stworzona z myślą o pielęgniarkach związana z medycyną. Powstała w 1999 roku[84]
- The Opinion – gazeta codzienna obsługująca sklep internetowy[85]

## Sport i rekreacja

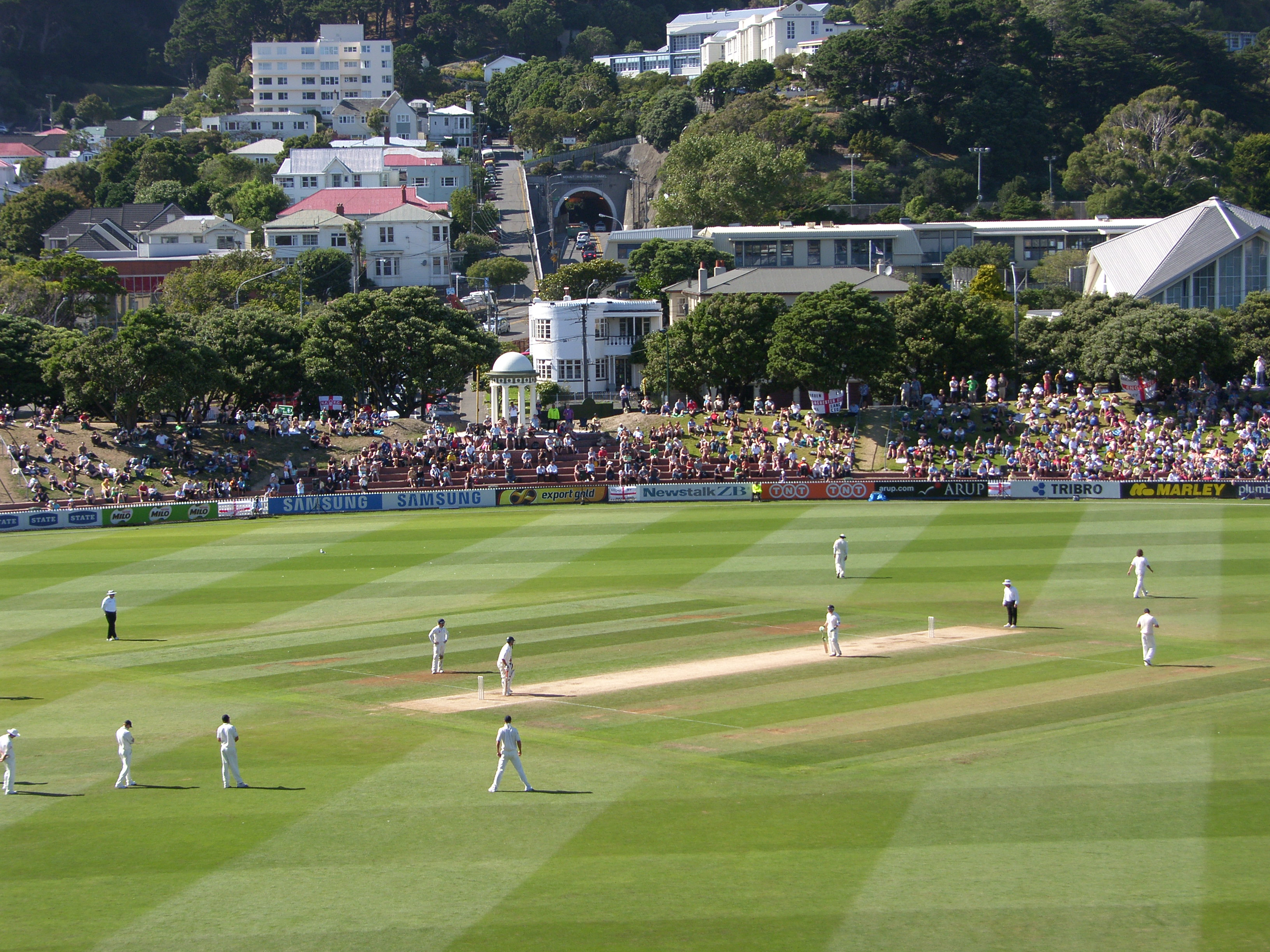
Basin Reserve

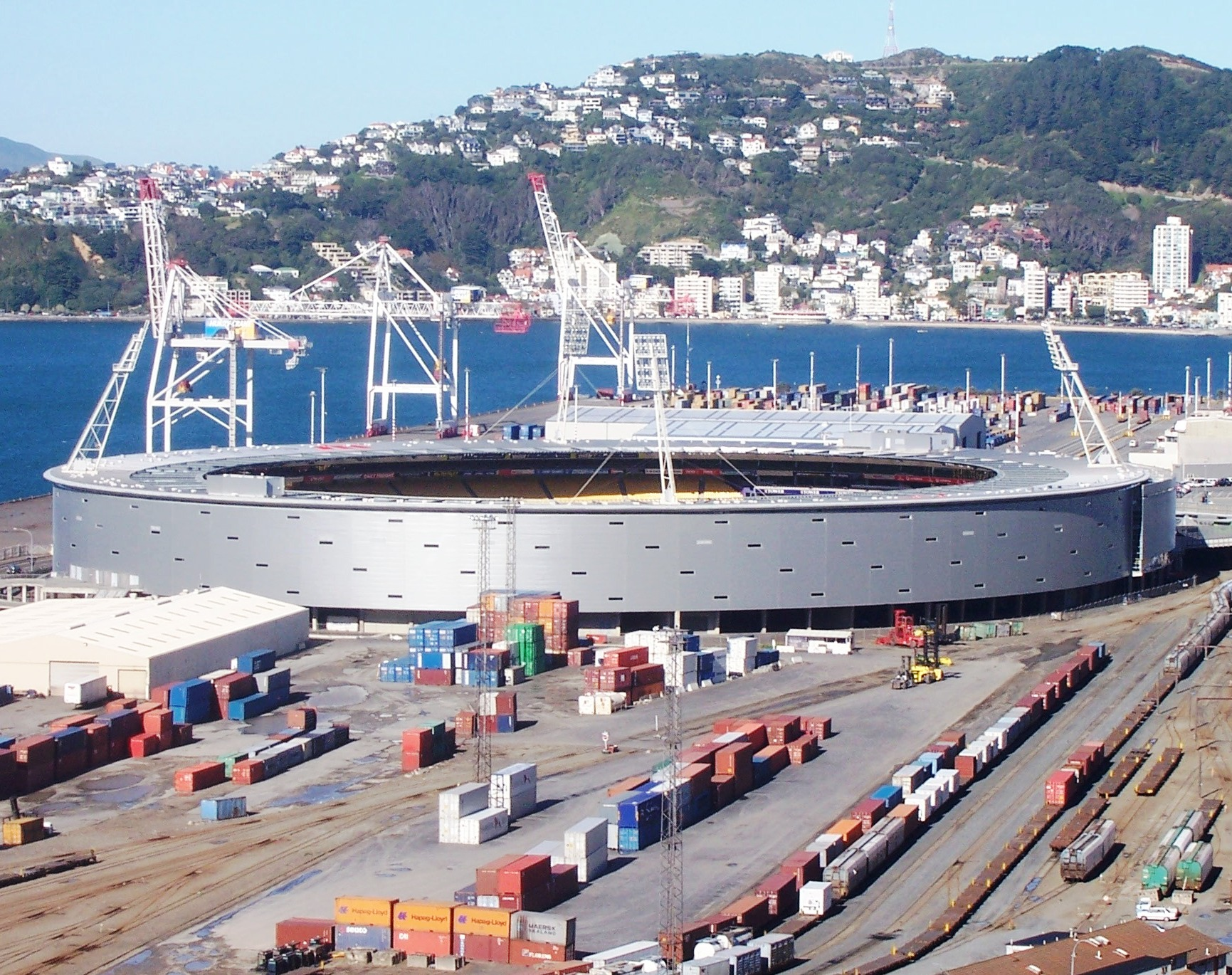
Westpac Stadium

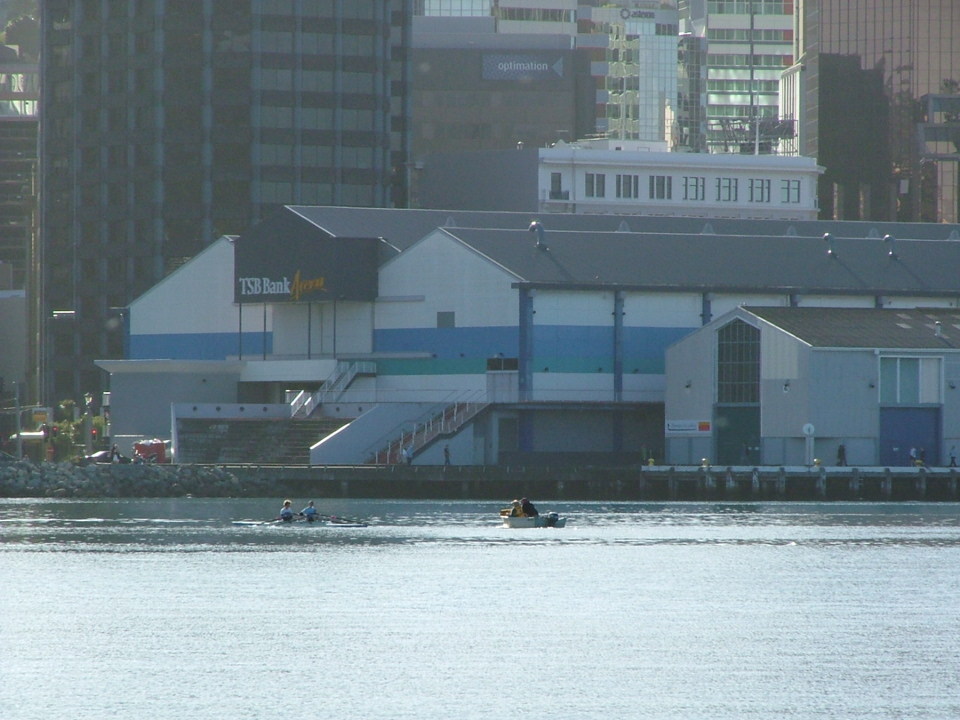
TSB Bank Arena

Najczęściej i najchętniej praktykowane sporty w Wellington to m.in. kręgle (Wellington Bowling Club zrzeszający zawodników z całej Nowej Zelandii), krykiet (popularyzowany przez zespół Wellington Firebirds) (Wellington Cricket Club zrzeszający nieprofesjonalnych zawodników-amatorów z regionu Wellington), piłka nożna, golf (organizacja Golf Society), skoki na trampolinie, szermierka (klub zrzeszający nastolatków), squash, netball i narodowy sport nowozelandczyków, rugby.
Firmy sportowe funkcjonujące w Wellington to m.in. Rebel Sport, Sport & Exercise Science New Zealand, Sport & Workfit Physio, Sport & Recreation NZ, SFRITO Sport Fitness & Recreation Industry Training Organisation. W mieście znajdują się takie obiekty jak: Basin Reserve (narodowy stadion do gry w krykieta, mający status zabytku), Westpac Stadium (stadion zespołu Wellington Phoenix), TSB Bank Arena (kryta hala sportowa, w której odbywają się przede wszystkim rozgrywki koszykarskie) i Wellington Stadium, stadion do gry w piłkę nożną używany przede wszystkim w celu organizacji imprez kulturowych; na stadionie tym grali tacy artyści jak: Robbie Williams, David Bowie, Elton John, Neil Diamond, The Police i The Rolling Stones.
Z powodu dość łagodnego klimatu, to znaczy temperatury w lecie ok. 20 °C oraz w zimie powyżej zera, sezon piłkarski trwa niemal cały rok, zaś mecze międzynarodowe w wielu dyscyplinach (rugby, krykiet) są odbywane cały rok, również w okresie zimy (od czerwca do sierpnia), gdyż warunki atmosferyczne nie są dokuczliwe. Z tego powodu Wellington jest dogodnym miejscem do organizowania rozgrywek sportowych w każdej porze roku.
Miasto oferuje mieszkańcom rozbudowaną sieć dróg rowerowych (w mieście działają kluby dla miłośników tego sportu, np. Kapiti Cycling Club i Cycle Aware Wellington), pływalni (pięć zadaszonych i dwie odkryte) i siłowni (jak np. Bodyworks Fitness Centre). Wszystkie hale sportowe (oprócz TSB Bank Arena wykorzystywanej do organizacji profesjonalnych rozgrywek sportowych) są otwarte dla amatorów lekkoatletyki, koszykówki i piłki nożnej.

### Kluby sportowe
W Wellington znajdują się siedziby takich klubów sportowych jak:
- Hurricanes[97] – drużyna rugby union grająca w rozgrywkach Super Rugby;
- Wellington Lions[98] – drużyna rugby union grająca w rozgrywkach National Provincial Championship;
- Wellington Phoenix[99] – klub piłkarski grający w lidze australijskiej lidze A-League;
- Team Wellington[100] – drużyna piłkarska grająca w narodowej lidze New Zealand Football Championship;
- Central Pulse[101] – klub grający w netball;
- Wellington Firebirds[102] i Wellington Blaze[102] – drużyny (kolejno męska i żeńska) grające w krykieta;
- Wellington Saints[103] – klub koszykówki grający w Narodowej Lidze Koszykówki National Basketball League.

### Rozgrywki sportowe
Rozgrywki sportowe rozgrywane w Wellington:
- Wellington Sevens(inne języki)[104] – doroczny turniej rugby 7 rozgrywany na Westpac Stadium w ramach World Rugby Sevens Series;
- Mistrzostwa Świata w Biegach Górskich 2005 (ang. World Mountain Running Championships 2005[105]);
- Wellington 500 – uliczny wyścig samochodowy rozgrywany w latach 1985–1996 (trwają próby przywrócenia wyścigu);
- Wellington Lacrosse Open[106] – krajowy, doroczny turniej Lacrosse zainaugurowany w 2008 r.
- Wellington Cup[107] doroczny turniej konny koni pełnej krwi angielskiej rozgrywany od 1874 na torze w Trentham;
- Capital Bowl[108] – wielki finał dorocznych rozgrywek narodowej ligi futbolu amerykańskiego.

## Miasta partnerskie
Miasto utrzymuje relacje partnerskie w ramach tzw. Miasta Partnerskiego (ang. sister city) z kilkoma miastami na świecie. Współpraca obejmuje działalność w takich dziedzinach, jak: ekonomia, komunikacja, sztuka, edukacja i sport.
Miasto pozostaje w ścisłych kontaktach zwłaszcza z miastami chińskimi, co jest ewenementem na arenie międzynarodowej. Głównym przedmiotem współpracy jest wspólne przeciwdziałanie trzęsieniom ziemi, powszechnym w obu krajach. Ponadto Wellington utrzymuje stosunki z Tajwanem, co kilkakrotnie było przyczyną nieporozumień między Nową Zelandią a Chinami.
- Harrogate, Wielka Brytania (od 1954)[111]
- Chania, Grecja (od 1984)[111]
- Xiamen, Chiny (od 1987)[112]
- Sakai, Japonia (od 1995)[112]
- Tajpej, Tajwan (od 1998)[110]
- Tiencin, Chiny (od 2000)[110]
- Qingdao, Chiny (od 2000)[110]
- Pekin, Chiny (od 2006)[112]

### Miasta zaprzyjaźnione
Wellington traktuje miasto Sydney jako miasto zaprzyjaźnione (ang. friendly city), co jest według władz stolicy Nowej Zelandii partnerstwem mniej formalnym niż partnerstwo na zasadzie miasta partnerskiego. Współpraca z Sydney skoncentrowana jest na handlu i biznesie.
- Sydney, Australia (od 1983)[114][115].